# Mr. Pecksniff Fetches the Doctor
Mr. Pecksniff Fetches the Doctor er en britisk stumfilm fra 1904.